# 屯門站 (屯馬綫)
屯門站（英語：Tuen Mun Station）是一個位於香港新界屯門區屯門市中心杯渡路及屯門河交界，屬於港鐵屯馬綫的鐵路車站，亦是目前屯馬綫的西面終點站，車站於2003年12月20日啟用。
- 車站外觀（2015年4月）

## 車站構造
屯門站站體建築於屯門河上，車站共設有3層：地面（G層）主要為車站出入口；中間的一層（C層）為車站大堂，並設有出入口連接輕鐵屯門站、的士站及V City；而最高的一層（P層）則為車站月台。

### 樓層
| U2                             | 月台 | \| \| \| 屯馬綫往烏溪沙（兆康） \| 2 \| \| \| 島式 · ↑開左邊车门 ↓開右邊车门 \| \| \| \| \| \| \| \| 屯馬綫往烏溪沙（兆康） \| 1 \| \| \| \| 1 \| 未來屯馬綫往屯門南（第16區） \| \| \| |   |  |
| C/U1                           | 大堂 | B、C3、D、E、F1出口、客務中心、商店、自助服務、洗手間 |   |  |
| G                              | 地面 | A、C1、C2、F2出口、倉庫、緊急車輛通道 |   |  |
|                                |      | 屯馬綫往烏溪沙（兆康） | 2 |  |
| 島式 · ↑開左邊车门 ↓開右邊车门 |      | |   |  |
|                                |      | 屯馬綫往烏溪沙（兆康） | 1 |  |
|                                | 1    | 未來屯馬綫往屯門南（第16區） |   |  |

### 大堂
屯門站大堂位於C層，而大堂內亦提供不同類型的商店、自助服務設施、香港郵政郵箱以及港鐵「會員服務站」等。
- 車站大堂（2023年5月）

### 月台
屯門站設有一座島式月台，兩個月台均已裝設月台幕門。而2號月台的西面亦設有一個預留月台，而屯門站北面高架橋亦設有預留位分支，以便客量增長時可擴建多一條路軌及增建月台。另外車站月台層則以混凝土及玻璃幕牆圍封。
- 車站月台（2023年5月）
- 月台中央頂部設有天窗（2023年5月）

而車站南面的職員區域設有通道及升降機直接連接到輕鐵屯門站2號月台。這個設計是屯馬綫所有車站之中獨有的。

### 出入口
屯門站現時設有9個出入口，其中B出口直通輕鐵屯門站2號月台；而C3出口則與V city開放時間同步（9：30-23：00）。
|                                                     |                | |      |
| 編號                                                | 指示           | 轉乘輕鐵建議前往的目的地 | 圖片 |
| 出口 · A                                            | 杯渡路         | 杯渡路、99COMMONS、香港專業教育學院（屯門）、滙賢一號、香港屯門貝爾特酒店、天后路、天后古廟、天后廟廣場、YKK大廈 |      |
| 出口 · B · 盲道标志 · 升降机标志 · 扶手电梯标志     | 輕鐵           | 輕鐵 屯門站 505507751博愛醫院歷屆總理聯誼會鄭任安夫人學校、伊斯蘭學校、錦華花園、錦薈坊、安定邨、屯門公共圖書館、屯門時代廣場、屯門文娛廣場、屯門眼科中心、屯門政府合署、屯門法院、屯門公園、屯門栢麗廣場、屯門大會堂、屯門市廣場、華都花園、仁愛堂劉皇發夫人小學、仁愛分科診所、友愛邨                                                                                    |      |
| 出口 · C · 1 · 盲道标志 · 升降机标志 · 扶手电梯标志 | 公共運輸交匯處 | 屯門鄉事會路、青山天主教小學、城·點、綠在新墟、嗇色園主辦可藝中學、河傍街、天主教贖世主堂 |      |
| 出口 · C · 2 · 盲道标志 · 升降机标志 · 扶手电梯标志 | 公共運輸交匯處 | 屯門站公共運輸交匯處 |      |
| 出口 · C · 3 · 同层                                 | 公共運輸交匯處 | V city、瓏門（出入口開放時間：09:30-23:00） |      |
| 出口 · D · 同层                                     | V city         | V city、瓏門 |      |
| 出口 · E · 同层                                     | V city         | V city、瓏門、復康穿梭巴士站、天生樓 |      |
| 出口 · F · 1 · 盲道标志 · 同层                      | 的士站         | 建豐街、悦品度假酒店（屯門）、建榮街 |      |
| · （升降機往返F1、F2出口）                          | 輕鐵           | 輕鐵 河田站 507751浸信會永隆中學、中華基督教會拔臣小學、中華基督教會何褔堂書院、卓爾居、卓爾廣場、雅都花園、翠林花園、香港考評局大興評核中心、康麗花園、康德花園、九巴屯門車廠、良田村、慧景閣、玫瑰花園、聖公會聖西門呂明才中學、新墟街市、新圍仔、屯門學童牙科診所、馬錦明慈善基金馬可賓紀念中學、大興花園、大興政府合署、井頭中村、屯門診療所、屯門地區健康中心、仁愛堂 |      |
| · （升降機往返F1、F2出口）                          | 輕鐵           | 輕鐵 河田站 507751浸信會永隆中學、中華基督教會拔臣小學、中華基督教會何褔堂書院、卓爾居、卓爾廣場、雅都花園、翠林花園、香港考評局大興評核中心、康麗花園、康德花園、九巴屯門車廠、良田村、慧景閣、玫瑰花園、聖公會聖西門呂明才中學、新墟街市、新圍仔、屯門學童牙科診所、馬錦明慈善基金馬可賓紀念中學、大興花園、大興政府合署、井頭中村、屯門診療所、屯門地區健康中心、仁愛堂 |      |
| 註： 設有 \| 設有 \| 設於同一層 \| 設有扶手電梯     |                | |      |

- F1出口旁的士站等候區（2021年4月）
- B出口地面層（輕鐵站月台下方）出入口（2025年6月）
- C出口地面層通道（2025年6月）

### 車站藝術
|  | 《龍舟》 | 鄭路（中國） | 月台中庭 | 2012年3月 |

## 接駁交通
現時位於車站C2出口外設有公共運輸交匯處，供乘客轉乘其他交通工具。另外位於F2出口旁的仁政街曾設置臨時公共運輸交匯處，然而該公共運輸交匯處已於2010年3月14日停用。此外車站亦接駁輕鐵屯門站及河田站。
- 屯門站公共運輸交匯處（2025年6月）

## 歷史

### 設站及命名

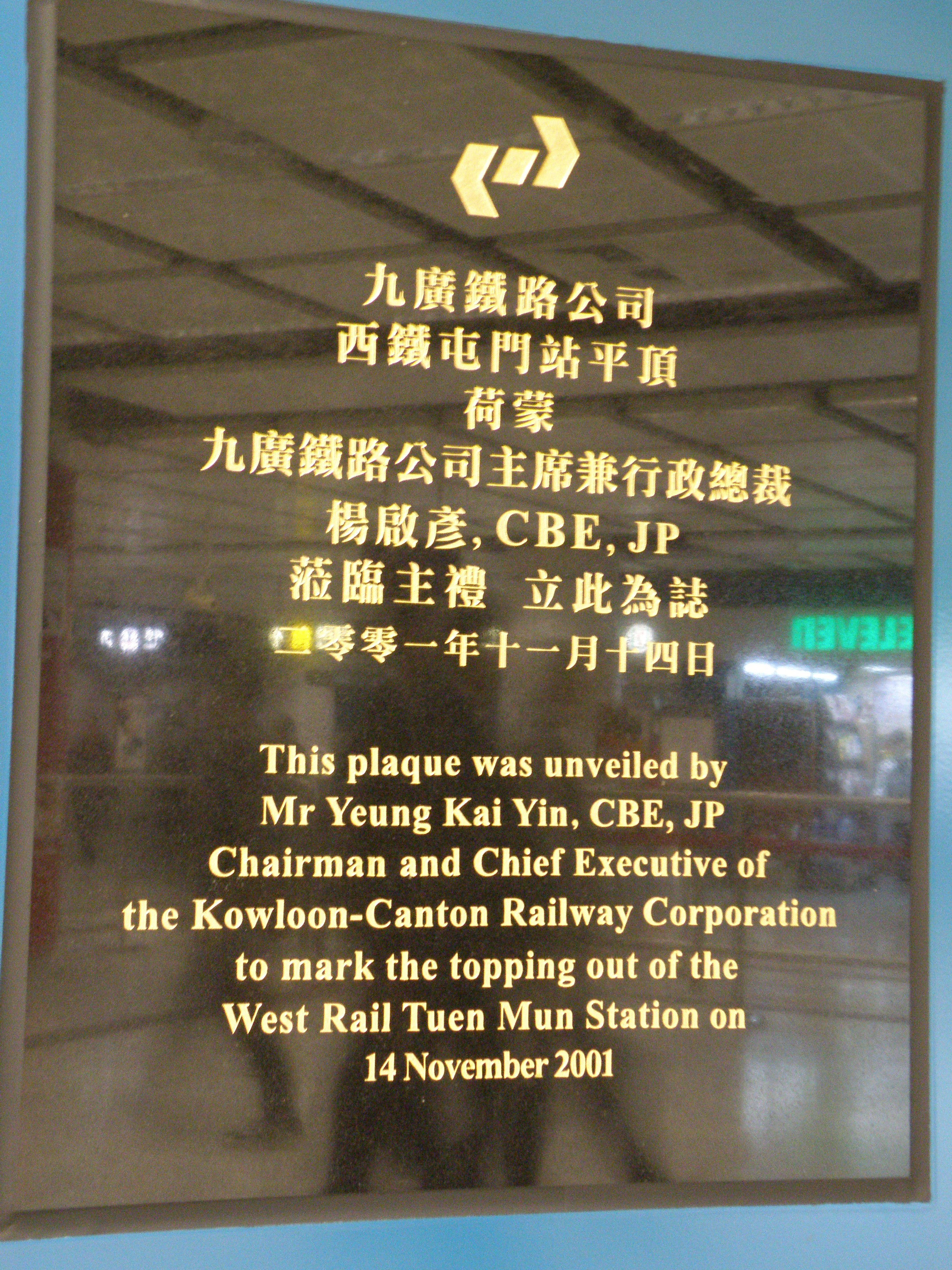
車站平頂牌匾（2008年5月）

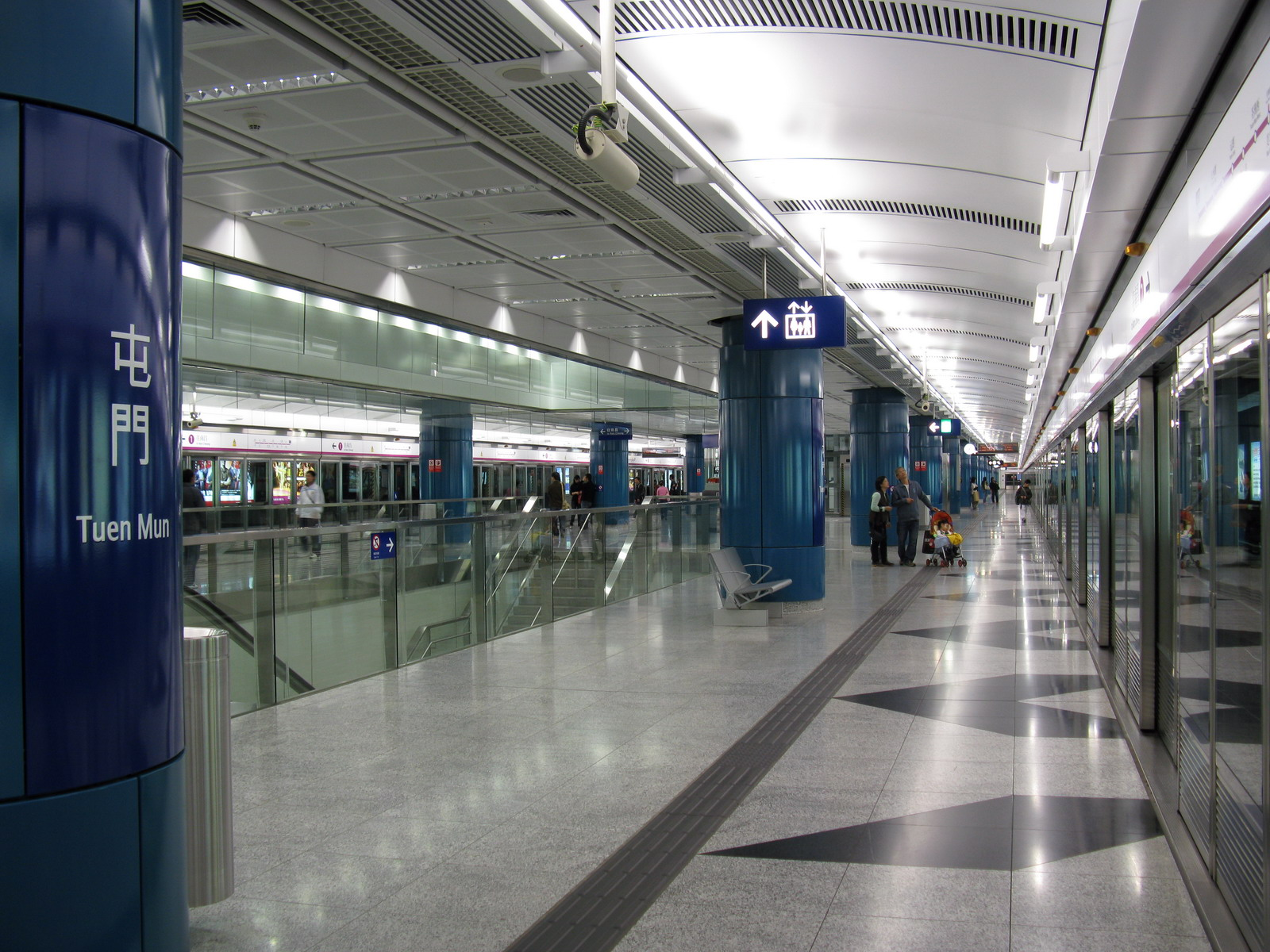
港鐵化前的屯門站月台（2008年1月）

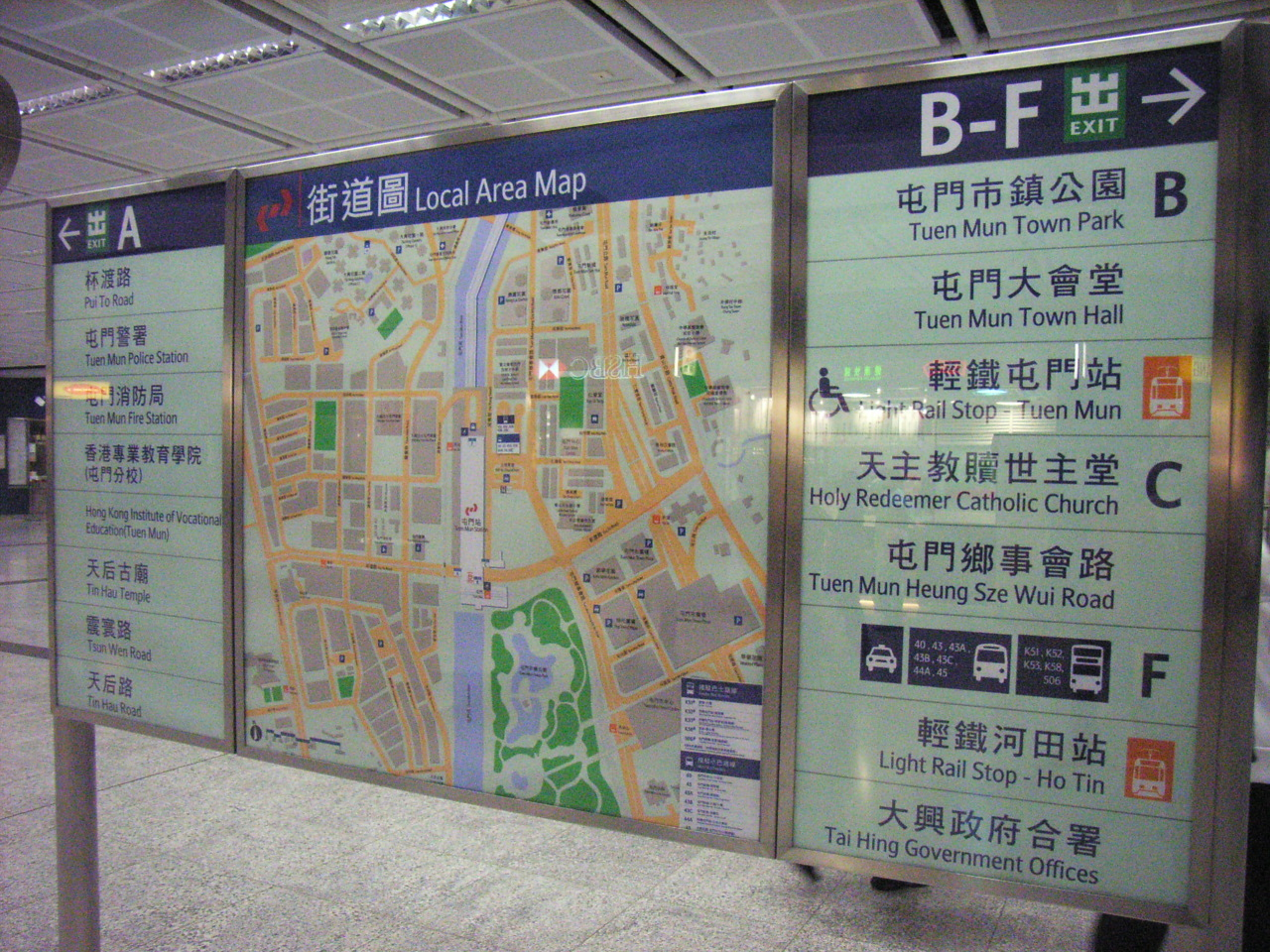
兩鐵合併前的屯門站街道圖及出入口指示（2007年1月）

在西部走廊鐵路（即後來之九廣西鐵、西鐵綫）初規劃時並不擬設此站，而只將西面總站設於屯門北站（英語：Tuen Mun North Station）（即兆康苑附近，今兆康站）；屯門站原稱屯門中心站（英語：Tuen Mun Centre Station），屬「西部外走廊鐵路線」（大約由屯馬站經大嶼山至香港大學站為止），原計劃於2001年開始興建，後因應居民要求而提前加設，並交由羅麥莊馬建築師事務所設計，而車站承建商則為HK ACE聯營（成員包括香港建設、艾銘建築、中國鐵建、中國光大控股等)。

### 選址
前九鐵公司為興建屯門站，故須於屯門河上興建高架橋、將屯門河內的河水吸走（完工後便排放河水回屯門河）、佔用原屯門河畔公園大量土地並拆卸新發邨及新墟遊樂場。

### 增建出入口
2009年4月20日，新的C出口啟用，而該出入口的外牆及天橋則仿照屯門站上蓋項目商場的設計。而舊有的C出口隨即封閉，成為屯門站上蓋項目瓏門地盤。而連接V city商場的D及E出口及一條位於現F1出口外的行車天橋已於2012年12月完工，C3、D、E出口於2013年8月1日隨商場開幕而啟用。

### 反修例風波相關事件
- 2019年9月2日約晚上11時，屯門站F1出口與輕鐵河田站對出有逾百名市民聚集，有市民甚至亦指罵駐守該處的防暴警員[12]。
- 2019年9月21日，有市民發起「光復屯門公園」遊行，而港鐵因應警方要求於當日下午1時關閉屯門站，而防暴警員亦在車站持槍戒備。直到當日約下午4時，有示威者在輕鐵站的地面範圍內使用鐳射筆照射及以滅火筒噴射警員。而防暴警員亦在港鐵站樓梯上方施放胡椒噴霧以驅散於地面的人士[13]。

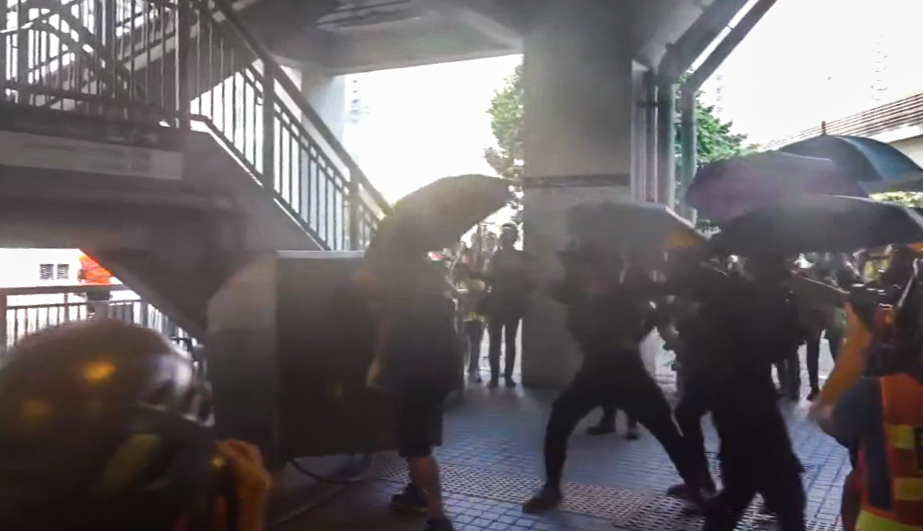
2019年9月21日下午約4時，有示威者打開位於輕鐵站地面範圍內的消防喉
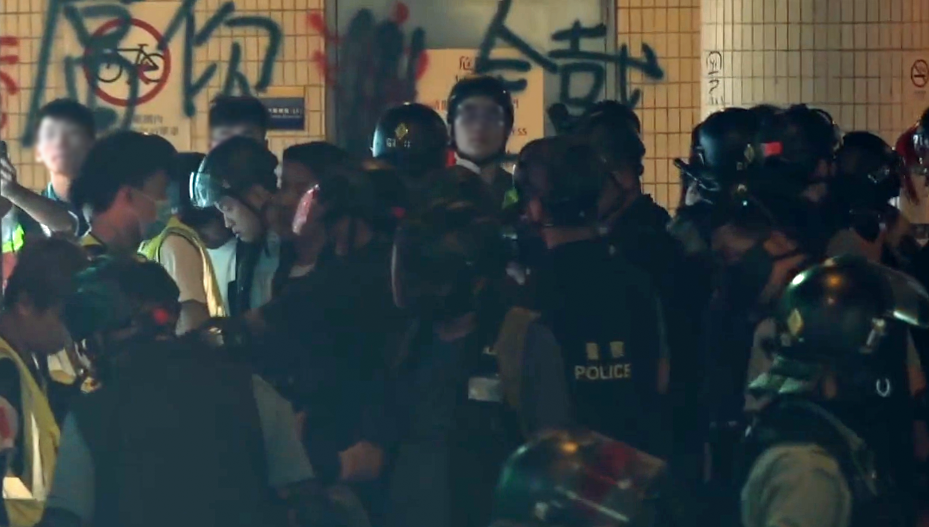
有防暴警員在輕鐵屯門站地面截查多人（2019年9月21日）

- 2019年10月1日及同年11月14日，港鐵表示因應警方要求及風險評估，屯門站於上述兩天約上午11時須關閉[14]。

## 未來發展

### 屯門南延綫
據《鐵路發展策略2014》，屯馬綫將會興建屯門南延綫，由屯門站向南伸延至屯門碼頭一帶，屆時屯門站將由屯馬綫西端終點站變為中途站。

## 外部連結
- 港鐵公司－屯門站街道圖 （页面存档备份，存于）
- 港鐵公司－屯門站位置圖 （页面存档备份，存于）
- 港鐵公司－屯門站列車服務時間 （页面存档备份，存于）